# Horčin
Horčin (in mongolo Хорчин) è un clan mongolo che parla un dialetto della lingua mongola, il dialetto horčin. Horčin significa "arciere" o "portatore di faretra" e il clan ha probabilmente origine dai kèšik, le guardie del corpo imperiali, istituite da Gengis Khan agli inizi del XIII secolo.

## Storia
La dinastia Ming mise due principi Borjigin, discendenti dai fratelli di Genghis Khan, che si erano arresi, in un corpo di guardia che era stato istituito nel 1389. Durante l'invasione di Ėsėn tajš (negli anni 1446–48), la maggior parte di essi fuggì, ma alcuni rimasero presso i fiumi Nen e Onon. Governati dai discendenti di Khasar, divennero i diretti ascendenti degli horčin.
Adai Khan, che era un horčin, sfidò il potere dei quattro alleati oirati e la corte Ming nella lotta di successione della dinastia degli Yuan settentrionali, ma fu da loro ucciso presso il fiume Ejin nel 1438 e la sua tribù fu costretta a fuggire verso sud.
Gli horčin riappaiono nelle cronache mongole con l'ascesa di Unebolad wang verso la fine del XV secolo. Gli horčin si allearono a Batmônh Dajan Khan (1487-1524) e sconfissero gli urianhaj nella battaglia di Dalan Terqin nel 1510.
Nel 1624, Nurhaci  accettò la sottomissione degli horčin che vagavano a est dei monti Hingan (Khingan) e ad ovest del fiume Songhua; furono la prima tribù mongola a sottomettersi alla dinastia Qing. Agli horčin era affidata la produzione di latte di giumenta fermentato (airag) per gli imperatori manciù. Gli ultimi imperatori manciù dei Qing ricompensarono ampiamente i nobili horčin per la loro iniziale lealtà. 
Illustri imperatrici della dinastia Qing, quali Xiao Zhuang Wen (1613–88) e Hui Zhang (1641–1717), erano horčin del clan Boržigin. Gli horčin si divisero successivamente in due parti (nord e sud), divise ognuna sotto tre distinti vessilli.
A causa della ribellione anti-mongola sorta tra i contadini cinesi nel 1891, molte migliaia di agricoltori mongoli Monggoljin fuggirono presso gli horčin. Dopo il 1900 sia l'istruzione che la colonizzazione cinese li sparpagliarono fra di loro. Quando l'impero giapponese occupò parti della Mongolia interna e della Cina nel 1931, gli horčin divennero i più energici propugnatori della cultura laica e della riforma tra i mongoli. Dopo la seconda guerra mondiale, la lotta della classe rurale e la guerra civile del 1946–48 furono molto sanguinose e divisorie. Da allora sono diventati una potente fazione all'interno del Partito Comunista Cinese della Mongolia interna.